# Estrella variable Alfa Cygni
Las variables Alfa Cygni son estrellas variables que exhiben pulsaciones no radiales, lo que significa que algunas porciones de la superficie estelar se contraen al mismo tiempo que otras partes se expanden. Son estrellas supergigantes de tipos espectrales B o A. Las variaciones de brillo, del orden de 0,1 magnitudes, se asocian a pulsaciones radiales, que a menudo parecen irregulares, debido al batimiento de múltiples períodos de pulsación. Los períodos típicos de estas pulsaciones van desde varios días a varias semanas.
El prototipo de estas variables es Deneb (α Cygni), cuyo brillo fluctúa entre magnitud +1,21 y +1,29.

## Principales variables Alfa Cygni
| Nombre       | Otra denominación | Magnitud aparente | Tipo espectral |
| ------------ | ----------------- | ----------------- | -------------- |
| Deneb        | Alfa Cygni        | 1,21 - 1,29       | A2Iae          |
| Alnilam      | Épsilon Orionis   | 1,64 - 1,74       | B0.5Iabea      |
|              | Rho Leonis        | 3,83 - 3,9        | B1ab           |
|              | Kappa Cassiopeiae | 4,22 - 4,3        | B1eaIa         |
|              | Ni Cephei         | 4,25 - 4,35       | A2Iab          |
| V0337 Cephei | 9 Cephei          | 4,69 - 4,78       | B2Ib           |
| V1661 Cygni  | 55 Cygni          | 4,81 - 4,87       | B3eaIa         |
| Rigel        | Beta Orionis      | 4,69 - 4,78       | B8Iab          |
|              | Mu Normae         | 4,87 - 4,98       | O9.7Iab        |

Fuente: Variables of α Cygni type (Alcyone)